# Time trial
Time Trial er inden for computerspil og sport, udfordringer der skal gennemføres inden for et bestemt tidsrum, eller konkurrence målt på tid mellem modstandere.

## Galleri
- En Merida til Time trial.

| Sport | Spire Denne artikel om sport er en spire som bør udbygges. Du er velkommen til at hjælpe Wikipedia ved at udvide den. |

| computerspil | Spire Denne computerspilsrelaterede artikel er en spire som bør udbygges. Du er velkommen til at hjælpe Wikipedia ved at udvide den. |